# Brøndum Sogn
 Ikke at forveksle med Store Brøndum Sogn.
Brøndum Sogn var et sogn i Salling Provsti (Viborg Stift).
I 1800-tallet var Hvidbjerg Sogn anneks til Brøndum Sogn. Begge sogne hørte til Hindborg Herred i Viborg Amt. Brøndum-Hvidbjerg sognekommune blev ved kommunalreformen i 1970 indlemmet i Spøttrup Kommune, som ved strukturreformen i 2007 indgik i Skive Kommune.
I Brøndum Sogn ligger Brøndum Kirke.
I sognet findes følgende autoriserede stednavne:
- Brøndum (bebyggelse, ejerlav)
- Brøndum Kirkeby (bebyggelse)
- Grove (bebyggelse, ejerlav)
- Rettrup (bebyggelse, ejerlav)